# Adina Georgescu-Obrocea
Adina Georgescu-Obrocea, menționată și Adina Codrescu, (n. 18 noiembrie 1931, Olten, Elveția, d. 11 august 2020 București, România) a fost o editoare de montaj (monteuză) română. Ea a realizat montajul mai multor filme de ficțiune românești.

## Biografie
S-a născut la 18 noiembrie 1931, în orașul Olten din Elveția. A absolvit Institutul Politehnic din București în anul 1956, după care a lucrat la Jurnalul de actualități (până în anul 1957) și apoi ca editoare de montaj (monteuză) la filmele realizate de Studioul Cinematografic de la Buftea. Ea a realizat montajul a unui număr mare de filme de ficțiune printre care Străinul (1964), Stejar – extremă urgență (1974), Toamna bobocilor (1975), Pintea (1976), Iarna bobocilor (1977), Liniștea din adîncuri (1982), Pe malul stîng al Dunării albastre (1983), Ringul (1984) și O lumină la etajul zece (1984).
A primit trei premii pentru montaj ale Asociației Cineaștilor din România (ACIN), transformată în 1990 în Uniunea Cineaștilor din România (UCIN). De asemenea, este coautoare a volumului Montajul de film (1987), în colaborare cu ing. Aurel Mâșcă.

## Filmografie

### Montaj
- Ciulinii Bărăganului (1958) - asistent monteur
- Alo?... Ați greșit numărul! (1958)
- Aproape de soare (1961)
- Străinul (1964)
- Cartierul veseliei (1965)
- Haiducii (1966)
- Diminețile unui băiat cuminte (1967)
- De trei ori București (1968) - segmentul „Întoarcerea”
- Răpirea fecioarelor (1968)
- Răzbunarea haiducilor (1968)
- Baltagul (1969)
- Haiducii lui Șaptecai (1971)
- Zestrea domniței Ralu (1971)
- Bariera (1972)
- Întoarcerea lui Magellan (1974)
- Stejar – extremă urgență (1974)
- Toamna bobocilor (1975)
- Pintea (1976)
- Iarna bobocilor (1977)
- Vlad Țepeș (1979)
- Liniștea din adîncuri (1982)
- Pe malul stîng al Dunării albastre (1983)
- Ringul (1984)
- O lumină la etajul zece (1984)
- Figuranții (1987)
- Aici nu mai locuiește nimeni (film TV, 1995) - în colaborare cu Doina Zaharia
- Sexy Harem Ada Kaleh (2001)
- Sindromul Timișoara - Manipularea (2004)
- Happy End (2006) - în colaborare cu Ana Țurcanu și Mihnea Buescu

## Volume
- Montajul de film (Editura Tehnică, București, 1987), 246 pagini - în colaborare cu inginerul de sunet Aurel Mâșcă

## Premii
Editoarea Adina Georgescu-Obrocea a obținut trei premii pentru montaj ale Asociației Cineaștilor din România (ACIN), transformată în 1990 în Uniunea Cineaștilor din România (UCIN):
- în 1982 - pentru filmul Liniștea din adîncuri,[2]
- în 1984 - pentru filmele Ringul și O lumină la etajul zece[3] și
- în 1995 - pentru filmul Unde la soare e frig.[4]

De asemenea, ea a primit în anul 1987, împreună cu Aurel Mâșcă, o diplomă de onoare a ACIN pentru volumul „Montajul de film”.